# Michel Eugène Chevreul
Michel Eugéne Chevreul, (Angers, 31. kolovoza 1786. — Pariz, 9. travnja 1889.), bio je francuski kemičar koji je između ostalog dao doprinose u proizvodnji svijeće, sapuna i margarina. Chevreul je poznat i po klasifikaciji 72 boje znanstveno predstavljenih u jednom obojanom krugu. 
Chevreul je jedno vrijeme radio pod Louis Nicolason Vauquelinom, a 1813. postao je učitelj na Lycée Charle-magne u Parizu, 1824. postaje direktor za boje tvornice goblena  "Les Gobelins"  a kasnije profesor kemije u periodu 1830. – 79. na Collège de France.
Njegov najvažniji rad bio je Recherches chimiques sur les corps gras d’origine animale (1823.), koji je bio od epohalnog značaja za povijest kemije i industrije, i za koji ga je 
"Société d'encouragement pour l'industrie nationale" nagradilo s 12 000 franaka. Inače se bavio tehnikama bojanja. Među njegovim drugim djelima važno je spomenuti: Leçons de la chimie appliquée à la teinture (1831.), Chevreulove studije o kontrastnim bojama De la loi du contraste simultané des couleurs (1839.), Des couleurs et de leurs applications aux arts industriels (1864.), Histoire des connaissances chimiques (1866.) Čak i 1878. (s 94 godine) je napisao  Resumé d’une histoire de la matière. Nagrađen je Copleyevom medaljom 1857. Njegova statua podignuta je 1886. u Muséum national d'histoire naturelle u Jardin des plantes, u Parizu. 
27 fotografija s Chevreulovog 100. rođendana računaju se kao prva fotoreportaža. Njegovo ime nalazi se na popisu 72 znanstvenika ugraviranih na Eifellovom tornju.

## Vanjske poveznice
- Video iz 1886. s Chevreulom